# Парламентські вибори в Португалії (2022)
Парламентські вибори в Португалії, (порт. Eleições legislativas portuguesas de 2022) відбулися 30 січня 2022 року і принесли впевнену перемогу Соціалістичній партії прем'єр-міністра Антоніу Кошта.
Соціалісти здобули 41,5 % голосів і, відповідно, 119 місць у 230-місцевому однопалатному парламенті — Асамблеї Республіки.
За підсумками виборів Соціалістична партія — вдруге в сучасній політичній історії Португалії здобула право сформувати уряд більшості (їх суперникам, соціал-демократам, така можливість у минулому випадала чотири рази)
.

## Передісторія
Вибори 30 січня були позачерговими (термін повноважень парламенту спливав у 2023 році), необхідність у їх проведенні виникла після того, як наприкінці 2021 р. парламент не зміг ухвалити державний бюджет на наступний 2022 рік. Поданий урядом проєкт бюджету протягом кількох тижнів обговорювався у парламенті; зрештою, подолати розбіжності не вдалося, і Комуністична партія та Лівий блок відмовилися підтримати своїх соціалістичних партнерів по коаліції, вимагаючи реформ у системі громадського здоров'я, більш суттєвого підвищення пенсій та збільшення розміру мінімальної заробітної плати, ніж закладені у проєкті бюджету.
27 жовтня 2021 р. у парламенті відбулося голосування щодо проєкту бюджету; соціалісти на самоті проголосували «за», депутати від партії «Люди–Тварини–Природа» (PAN) та два незалежні депутати утрималися, але для ухвалення бюджету цього було недостатньо.
Унаслідок непереборних розбіжностей в Асамблеї Республіки Президент Марселу Ребелу де Соза розпустив парламент і 4 листопада оголосив про проведення дострокових виборів 30 січня 2022 р.

## Результати
| Партія | Партія                                        | Кількість голосів | % голосів | +/- (% голосів) | Кількість мандатів | +/- (мандатів) |
| --- | --------------------------------------------- | ----------------- | --------- | --------------- | ------------------ | -------------- |
| | Соціалістична партія                          | 2 343 866         | 41.5      | ▲5,2            | 119                | ▲11            |
| | Соціал-демократична партія                    | 1 571 811         | 27.8      | ▲0,1            | 73                 | ▼6             |
| | Партія Chega                                  | 410 965           | 7.3       | ▲6,0            | 12                 | ▲11            |
| | Ліберальна ініціатива                         | 275 688           | 4.9       | ▲3,6            | 8                  | ▲7             |
| | Лівий блок                                    | 249 584           | 4.4       | ▼5,1            | 5                  | ▼14            |
| | Коаліція демократичної єдності (CDU, PCP-PEV) | 242 478           | 4.3       | ▼2,0            | 6                  | ▼6             |
| | Партія «Люди-Тварини-Природа» (PAN)           | 92 582            | 1.6       | ▼1,7            | 1                  | ▼3             |
| | Партія Livre                                  | 72 610            | 1.3       | ▲0,2            | 1                  | ▬              |
| | Коаліція «Португалія попереду»                | 50 634            | 0,9       | ▬               | 3                  | ▬              |
| | Коаліція Демократичний альянс                 | 28 520            | 0,51      | ▬               | 2                  | ▬              |
| Джерело: Público Архівовано лютий 8, 2022 на сайті Wayback Machine.; RTP Notícias Архівовано лютий 7, 2022 на сайті Wayback Machine. |                                               |                   |           |                 |                    |                |